# Lurcy-Lévis
Lurcy-Lévis is een gemeente in het Franse departement Allier (regio Auvergne-Rhône-Alpes) en telt 1 881 inwoners (2019). De plaats maakt deel uit van het arrondissement Moulins.

## Geografie, verkeer
De oppervlakte van Lurcy-Lévis bedroeg op 1 januari 2022 71,42 vierkante kilometer; de bevolkingsdichtheid was toen 25,9 inwoners per km².
De dichtstbijzijnde grotere stad is Nevers, dat via Saint-Pierre-le-Moûtier na 39 km oost- en daarna noordwaarts kan worden bereikt. Daar is ook het dichtstbijzijnde grotere spoorwegstation.
Vanuit Moulins rijdt via Bourbon-l'Archambault een streekbus naar Lurcy-Lévis.
Bijna 2 km ten zuiden van Lurcy-Lévis is een klein vliegveld (aérodrome). (ICAO-code: LFJU). Het heeft één verharde, 1500 m lange start- en landingsbaan. Het wordt alleen voor hobby- en sportdoeleinden gebruikt. Er is o.a. een mogelijkheid, parachutespringen te leren.
De onderstaande kaart toont de ligging van Lurcy-Lévis met de belangrijkste infrastructuur en aangrenzende gemeenten.

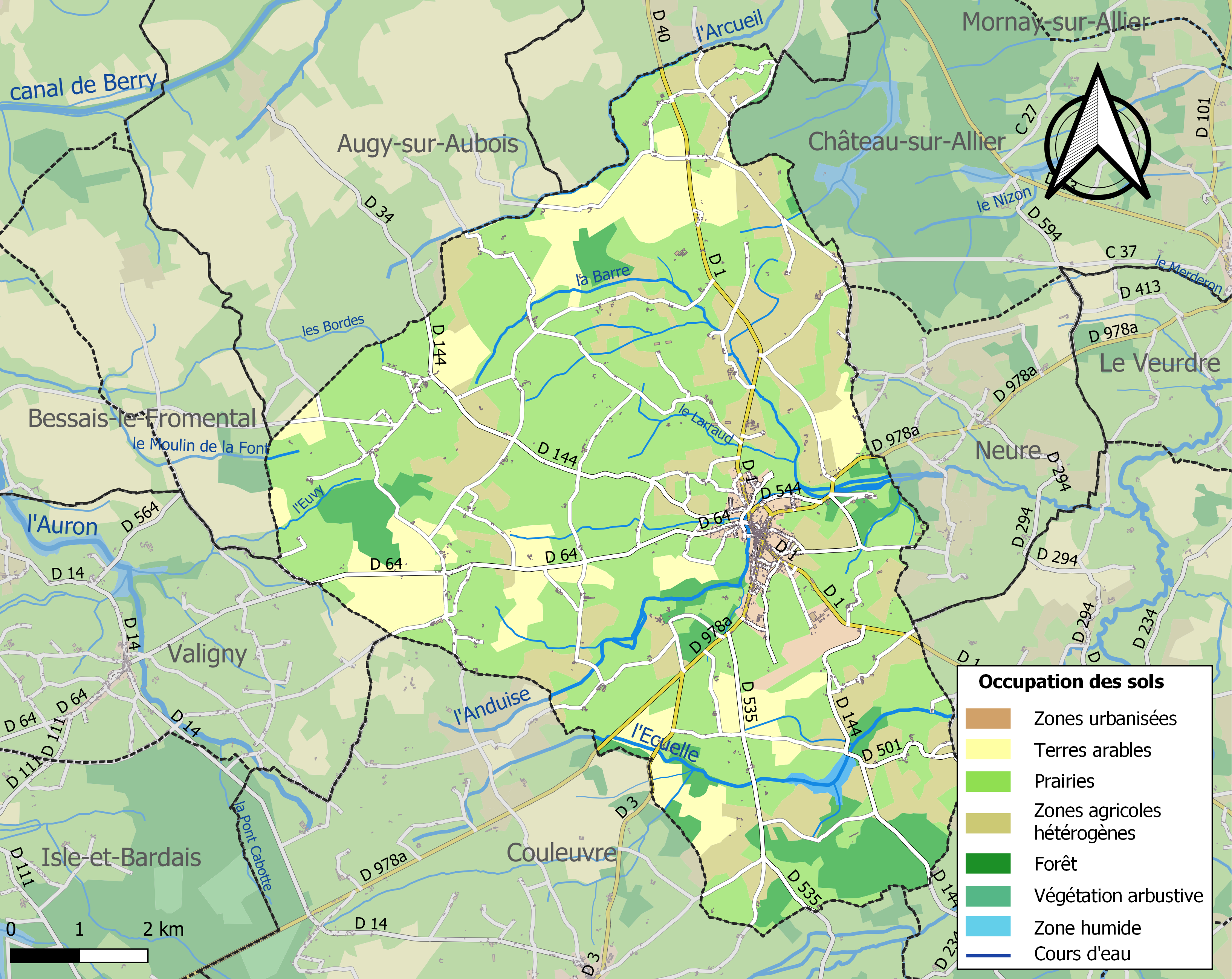

## Demografie
Onderstaande figuur toont het verloop van het inwonertal (bron: INSEE-tellingen).
Vanwege een beveiligingsprobleem met de MediaWiki Graph-software is het momenteel niet mogelijk deze grafiek weer te geven. Zodra de software is bijgewerkt zal de grafiek vanzelf weer zichtbaar worden.

## Bezienswaardigheden
- Het dorp, dat in de middeleeuwen zetel was van een heerlijkheid en in de 18e eeuw van een kortstondig hertogdom, bezit een bezienswaardige, 12e-eeuwse kerk, in romaanse stijl. De kerk is gewijd aan Sint-Maarten.
- Lurcy-Lévis bezit de op een na oudste wielerbaan van Frankrijk. Op de in 1897 gebouwde piste vinden met name in de zomer nog steeds wedstrijden plaats.
- Het circuit van Lurcy-Lévis is een racecircuit, dat moduleerbaar is tot 5 mogelijke pistes van 1100 tot 4200 meter lang. Uniek in Europa is dat er een rechte baan van 1,5 km lang is. De Formule 1-teams komen hier aerodynamica-testen doen.
- In het dorp is een voor een plattelandsgemeente uniek project, een Street Art City gerealiseerd. Daartoe zijn o.a. voormalige posterijen-gebouwen herbestemd. Het complex is tegen betaling van maart tot omstreeks Allerheiligen voor publiek geopend.
- De plaats bezit enkele schilderachtige oude huizen in het centrum.
- Minder dan 10 km naar het west-zuidwesten ligt het bezienswaardige bosgebied Forêt de Tronçais.
- Bij het dorp staan drie kastelen, het Château de Béguin, enige km in westelijke richting, het Château de Lévis, enige km in zuidelijke richting, en het Château de Neureux. Alle drie de kastelen zijn niet voor bezichtiging opengesteld, omdat ze particulier bewoond worden; het Château Neureux werd door de Belgische oud-wielrenner Eddy Planckaert gekocht van de Nederlandse filmregisseur Roeland Kerbosch en opgeknapt in de Vlaamse tv-serie Château Planckaert. In het Château de Béguin werd in 2023 en 2024 het RTL 4-programma De Verraders opgenomen (de eerste twee seizoenen van dit programma werden vanwege de coronapandemie die in 2020 uitbrak opgenomen op Kasteel Erenstein in Kerkrade omdat opnames in het buitenland in 2020 en 2021 niet mogelijk waren).